# Герб на Аржентина
Гербът на Аржентина е официално приет през 1944 г. За негов фон служи цветът на аржентинския флаг. Отгоре е избразено т. нар. Майско слънце, което присъства и на знамето на Аржентина. Изгряващото слънце символизира изгряването на Аржентина, така както е описано в първата версия на аржентинския национален химн: „Se levanta a la faz de la tierra una nueva y gloriosa nación“ („Нова и славна нация изгрява на повърхността на земята“).
В центъра на герба е изобразено ръкостискане, което символизира единството на провинциите в Аржентина. Между двете стискащи се ръце има копие, което представя силата и готовността да се защитава свободата, представена от фригийската шапка на върха на копието.
Гербът е обрамчен с лаврови клонки.